# Animals (album)
Vous lisez un « bon article » labellisé en 2020.
Pour les articles homonymes, voir Animals.
Albums de Pink Floyd
Wish You Were Here
(1975) The Wall
(1979)
Animals est le dixième album studio du groupe britannique de rock progressif Pink Floyd, sorti le 21 janvier 1977 au Royaume-Uni.
Cet album-concept brosse une critique acerbe et virulente des conditions socio-politiques au Royaume-Uni vers la fin des années 1970 et marque une transition notable sur le plan du style musical de Pink Floyd par rapport à ses travaux antérieurs. L'album est enregistré aux studios du groupe, Britannia Row, à Londres, mais sa production est ponctuée par les premiers signes de désaccord entre les membres de la formation, qui culmineront avec le départ du claviériste Richard Wright deux ans plus tard. La pochette de l'album, conçue par Roger Waters et photographiée par le collectif de graphisme Hipgnosis, montre un cochon flottant entre deux cheminées de la Battersea Power Station.
Le concept d’Animals trouve son inspiration dans le livre La Ferme des animaux de George Orwell et reprend les grandes lignes du roman : le cynisme, l'agressivité et la critique sociale en utilisant des archétypes animaux. Animals rompt singulièrement avec les thèmes explorés par Pink Floyd dans Wish You Were Here ou The Dark Side of the Moon, prenant un ton nettement politique au sein d'une scène musicale anglaise marquée par l'ascension fulgurante du punk.
L'album reçoit à sa sortie un accueil critique favorable, atteignant la seconde place des charts au Royaume-Uni et la troisième place du Billboard 200 aux États-Unis. Bien qu'il n'ait figuré dans les charts américaines que pour une période de six mois, il est certifié quatre fois disque de platine par la RIAA du fait des ventes continues après sa parution. Les vastes salles dans lesquelles joue Pink Floyd lors de la tournée In the Flesh et l'incident de Montréal, où Waters crache sur un fan, précipitent l'écriture d'un nouvel album-concept, qui deviendra The Wall.

## Historique

### Contexte
En 1975, Pink Floyd sort Wish You Were Here, qui atteint la première place des charts au Royaume-Uni et aux États-Unis. La même année, le groupe fait l'acquisition d'un immeuble de trois étages au 35 Britannia Row à Islington, dans le nord de Londres. Il s'agit d'une ancienne chapelle qui est reconvertie en studio d'enregistrement ainsi qu'en entrepôt pour l'équipement son et lumières du groupe. Son contrat avec EMI lui accordant un accès illimité aux studios Abbey Road en échange d'un pourcentage sur ses ventes vient d'expirer et les musiciens craignent de voir le coût de leurs séances d'enregistrement augmenter. En créant leur propre studio, ils se libèrent de cette crainte et s'offrent un espace qu'ils sont libres d'employer à leur guise,.

### Enregistrement
En avril 1976, le groupe commence à travailler sur Animals dans ses nouveaux locaux à Britannia Row ; l'enregistrement dure jusqu'en décembre 1976, avec quelques retouches début 1977. L'album est mixé par l'ingénieur du son Brian Humphries, qui a déjà travaillé avec Pink Floyd lors de ses concerts et lors des sessions de Wish You Were Here. Une partie des morceaux de l'album s'inspirent de thèmes déjà inclus dans le répertoire de scène du groupe : You've Got to Be Crazy, déjà joué en concert avant même la parution de Wish You Were Here, devient Dogs, tandis que Sheep est tiré d'un morceau auparavant appelé Raving and Drooling. Les morceaux sont retravaillés pour s'adapter au concept « animalier » et séparés par une composition de Waters, Pigs (Three Different Ones). L'album contient une autre nouvelle composition de Waters, Pigs on the Wing, écrite pour la femme dont il est épris à l'époque : Carolyne Anne Christie, femme de Rock Scully (en), manager des Grateful Dead. Cette chanson est divisée en deux parties pour commencer et finir l'album. À l'exception de Dogs, co-écrit par David Gilmour, les cinq titres de l'album sont écrits par Waters. Gilmour est distrait par la naissance de son premier enfant et participe peu à l'écriture de l'album, tandis que ni Mason ni Wright ne contribuent autant que sur les albums précédents. Animals est ainsi le premier album de Pink Floyd qui ne contient pas de crédit d'écriture pour Wright.
Pendant l'enregistrement, le groupe discute de l'embauche d'un guitariste pour les futures tournées, et Snowy White est donc invité en studio. Lorsque Waters et Mason effacent par inadvertance l'un des solos de guitare de Gilmour, on demande à White d'enregistrer un solo pour Pigs on the Wing. Celui-ci n'est inclus que dans la version cartouche huit pistes de l'album et permet de former une boucle entre les deux parties, mais est abandonné sur vinyle. White fait partie du groupe pour la tournée d’Animals, sans être mentionné sur les programmes, et assure seul l'ouverture de chaque concert en interprétant l'introduction  de Sheep à la basse.

Au sujet de l'enregistrement d’Animals, Mason a déclaré : 

« Animals m'a procuré plus de plaisir que Wish You Were Here. L'esprit du groupe était de retour. Peut-être que l'achat de Britannia Row, en nous rendant indépendants, y était pour quelque chose ? […] Comparé aux efforts que nous avions fournis précédemment, Animals était vraiment un album simple, d'une construction beaucoup moins compliquée que Dark Side ou Wish You Were Here. Une fois les morceaux enregistrés, leur assemblage a été relativement facile. »

### Parution et accueil
La sortie de l'album fait suite à la diffusion par Capital Radio (en), deux jours plus tôt, de The Pink Floyd Story et à une conférence de presse à la Battersea Power Station le même jour. La diffusion doit à l'origine être une exclusivité pour la station de radio basée à Londres, qui diffuse The Pink Floyd Story depuis la mi-décembre, mais une copie est donnée à John Peel, qui joue la face A de l'album dans son émission sur la BBC Radio 1 un jour plus tôt,.
Animals sort au Royaume-Uni le 21 janvier 1977, et aux États-Unis le 12 février.
New Musical Express qualifie Animals de « certains des morceaux de musique les plus extrêmes, implacables, déchirants et carrément iconoclastes à être sortis de ce côté du soleil », tandis que Karl Dallas de Melody Maker décrit l'album comme « un goût désagréable de la réalité dans un médium qui est devenu ces dernières années de plus en plus soporifique ». Frank Rose de Rolling Stone n'est pas impressionné par l'album, déclarant : « Le Floyd de 1977 est devenu amer et morose. Ils se plaignent de la duplicité du comportement humain (et donnent à leurs chansons le titre d'animaux - vous comprenez ?) On dirait qu'ils viennent de le découvrir - leur message est devenu inutile et fastidieux ». Cependant, en juin 2015, Rolling Stone place l'album à la treizième place des 50 meilleurs albums progressifs de tous les temps. Robert Christgau de The Village Voice attribue à l'album la note B+ et trouve la réaction négative trop cynique, estimant que l'album fonctionne simplement comme « un bout de musique à programme politique bien construit... lyrique, laid et entraînant, tout cela aux bons endroits ».
Dans son autobiographie de 2004 intitulée Inside Out, Nick Mason suggère que la dureté perçue de l'album par rapport aux précédentes sorties de Pink Floyd pourrait être le résultat d'une « humeur d'ouvrier en studio » et d'une réaction inconsciente aux accusations du mouvement punk selon lesquelles des groupes comme Pink Floyd représentaient des « dinosaures du rock ». Animals est certifié 4× Platine par la RIAA le 31 janvier 1995.

### Postérité

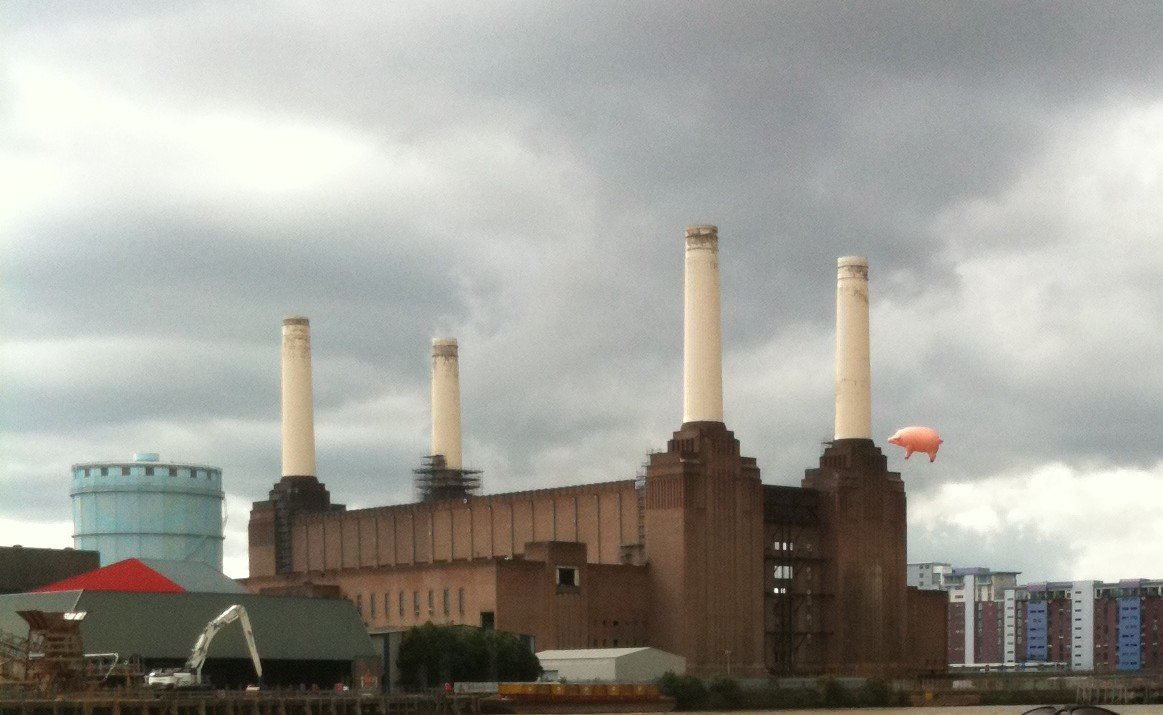
Un cochon volant a été ré-installé devant la Battersea Power Station pour promouvoir la réédition du catalogue de disques de Pink Floyd, en 2011.

Le jour même de la sortie d’Animals, Pink Floyd entame la tournée In the Flesh à Dortmund avant de parcourir l'Europe continentale en février, le Royaume-Uni en mars, et les États-Unis pendant trois semaines entre avril et mai, puis trois autres semaines en juin et juillet. Il s'agit alors de la première tournée de Pink Floyd conçue pour promouvoir un album en particulier. Le groupe utilise alors plusieurs modèles de cochons gonflables lors de certains concerts en plein air. Un des modèles — le moins cher — est gonflé à l'hélium tandis que son ventre est rempli de propane et est utilisé pour créer des déflagrations au-dessus du public. À une occasion, le propane est remplacé par un mélange d'oxygène et d'acétylène, produisant une explosion massive. Le cochon devient un véritable symbole du groupe, ce qui donne des idées aux promoteurs : à San Francisco, Bill Graham installe un enclos rempli de porcs dans les coulisses de la scène et à Munich, Marcel Avram (de) va jusqu'à offrir au groupe un porcelet. La garde de l'animal est confiée à Warwick McCredie, responsable de tournée du groupe, qui parvient à le faufiler dans sa chambre d'hôtel, dont les murs sont entièrement recouverts de miroirs. Pendant la nuit, celle-ci est complètement ravagée par le porcelet qui détruit tous les miroirs à sa hauteur et défèque dans toute la chambre.
À cette époque, le groupe est rejoint par d'autres artistes tels que Dick Parry et Snowy White, mais les relations entre les membres commencent à se tendre. White déclare que l'ambiance était « terrible » lors de sa rencontre avec le reste du groupe aux studios Britannia Row. C'est notamment la répartition des redevances qui crée des conflits car elle se fait au nombre de chansons sur lesquelles chaque artiste est crédité : bien que Gilmour soit en grande partie responsable de Dogs, qui dure plus de 17 minutes et occupe presque toute la face A de l'album, il reçoit moins que Waters pour Pigs on the Wing, qui dure moins de trois minutes, mais en deux parties. Au sujet des relations difficiles entre les membres du groupe, Wright commente : « C'est en partie ma faute, car je n'ai pas insisté avec mes idées... mais David avait quelque chose à offrir, et n'a réussi à y mettre que quelques éléments ». Mason déclare quant à lui : « Roger était en plein essor, mais il empêchait vraiment David d'avancer, et le frustrait délibérément ». Waters commence à arriver seul aux concerts et à partir dès la fin de chaque représentation. À une occasion, Wright rentre en Angleterre en menaçant de quitter le groupe. Animals étant le premier album de Pink Floyd sans aucun crédit d'écriture pour Wright, ce dernier déclare que « c'est à ce moment que Roger a commencé à croire qu'il était le seul auteur du groupe […], que c'était seulement grâce à lui que [nous] continuions […], quand il a commencé à développer ses crises d'ego, la personne avec laquelle il avait des conflits c'était moi ».
La taille des salles devient également un problème : à Chicago, les promoteurs affirment avoir vendu les 67 000 places du stade Soldier Field (après quoi la vente des billets aurait dû être arrêtée), mais Waters et le manager du groupe Steve O'Rourke sont méfiants et font appel à un hélicoptère, un photographe et un avocat pour finalement découvrir que le nombre réel de places est de 95 000, soit un manque à gagner de 640 000 dollars pour le groupe. La fin de la tournée est un passage à vide pour Gilmour, qui estime que le groupe a désormais atteint le succès souhaité initialement, et qu'il n'y a plus rien d'autre à espérer. En juillet 1977, lors du dernier concert de la tournée au stade olympique de Montréal, un petit groupe de fans au premier rang du public irrite Waters à tel point qu'il crache sur l'un d'entre eux. Il n'est pas le seul à se sentir déprimé de jouer devant un public aussi nombreux, puisque Gilmour refuse de faire un troisième rappel, alors que le groupe a pris l'habitude de faire un dernier rappel après chaque concert en jouant du blues pendant que les techniciens rassemblent le matériel,. Waters s'entretient ensuite avec le producteur Bob Ezrin et lui fait part de l'aliénation qu'il a ressentie pendant la tournée et de l'envie qu'il a parfois de construire un mur pour se séparer du public. L'incident du crachat va plus tard former la base d'un nouveau concept, qui deviendra l'un des albums les plus populaires du groupe, The Wall.
Initialement sorti chez Harvest Records au Royaume-Uni et Columbia Records aux États-Unis, Animals est publié sur CD en 1985 et aux États-Unis en 1987, puis réédité sous forme de CD remasterisé numériquement avec de nouvelles illustrations en 1994 et sous forme d'album vinyle en édition limitée remasterisé numériquement en 1997. La même année, une édition anniversaire sort aux États-Unis, suivie en 2000 par une réédition de Capitol Records. L'album est également inclus dans le coffret Shine On de 1992, dans le coffret Oh, By the Way en 2007 et dans la série de rééditions Why Pink Floyd...? (en) en 2011, à la fois dans le coffret et sous forme de CD seul en édition « Discovery »,,.
Dans une interview accordée à Rolling Stone en avril 2020, Waters déclare qu'il avait demandé la sortie d'un vinyle remasterisé d’Animals, mais que l'idée avait été rejetée par Gilmour et Mason. En 2021, un projet de réédition de l'album provoque de nouvelles tensions entre Waters et Gilmour en raisons des notes de pochettes. Cette réédition sort finalement le 16 septembre 2022.

## Caractéristiques artistiques

### Concept

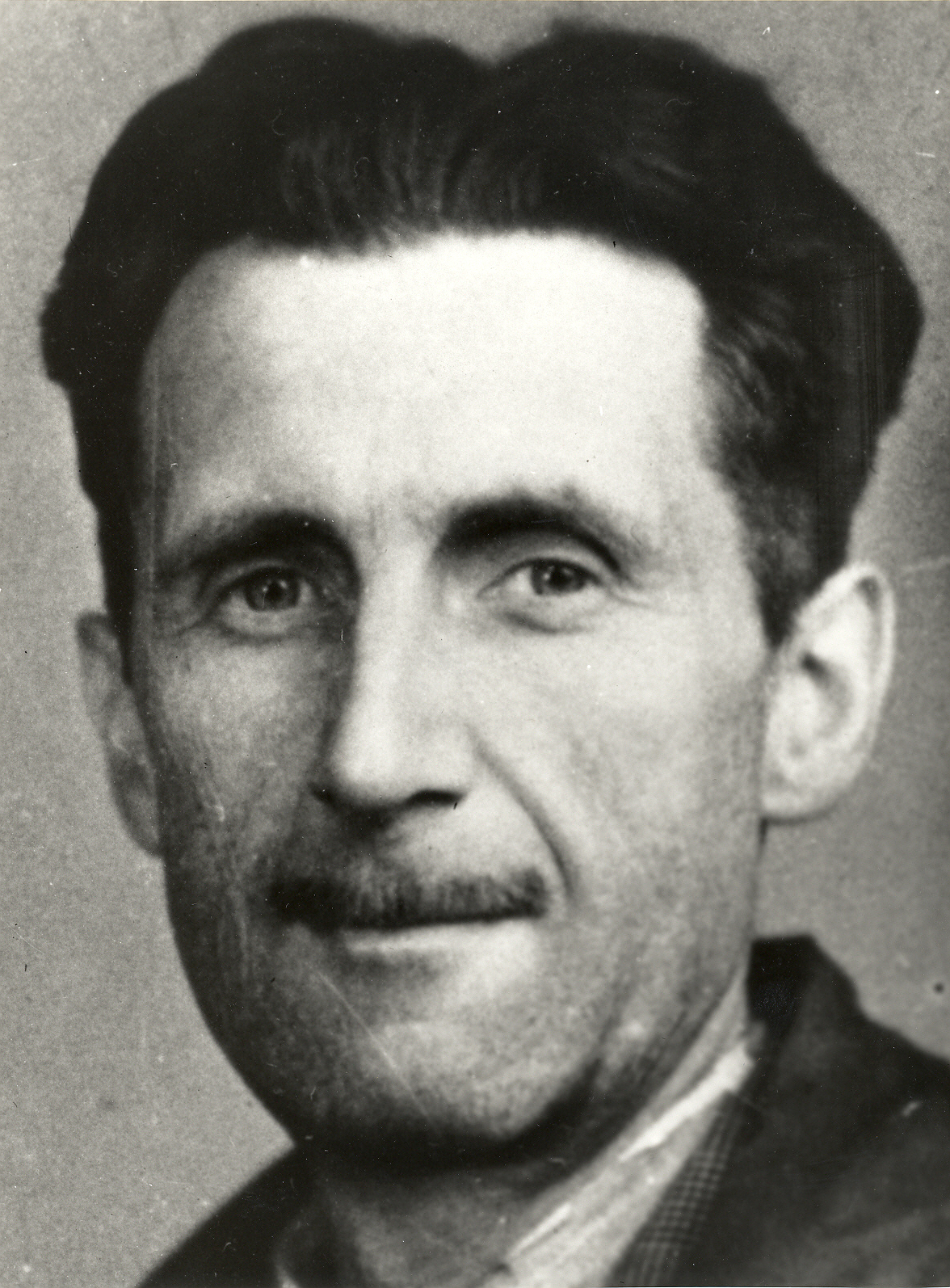
Le concept de l'album reprend les grandes lignes de La Ferme des animaux, un livre de George Orwell.

Les paroles de l'album, librement inspirées de la fable politique La Ferme des animaux de George Orwell, décrivent les différentes classes de la société en les associant à des animaux : les chiens pragmatiques qui recherchent le confort, même si cela les conduit à supprimer ceux qui les gênent ; les cochons moralistes, impitoyables et despotiques comparables à des dictateurs ; les moutons exploités par les chiens et les cochons et qui symbolisent la masse amorphe de rêveurs résignés,. Alors que la nouvelle d'Orwell se concentre sur le bolchevisme, l'album est une critique du capitalisme et s'en distingue par le fait que les moutons finissent par s'élever pour dominer les chiens,. L'album est développé à partir d'une collection de chansons sans rapport les unes avec les autres en un concept qui, selon les mots de l'auteur Glenn Povey, « décrit l'apparente décadence sociale et morale de la société contemporaine, qui ramène la condition humaine à celle de simples animaux ». Sans la nommer, Roger Waters s'en prend violemment à Margaret Thatcher, alors leader des Tories, qui sera explicitement critiquée dans l'album The Final Cut quatre ans plus tard.
Outre sa critique de la société, l'album est aussi une façon de répondre au mouvement punk rock, qui gagne en popularité en tant que déclaration nihiliste contre les conditions sociales et politiques dominantes. Il est aussi une réaction à la complaisance et la nostalgie générales qui semblent entourer la musique rock. Pink Floyd est une cible évidente pour les musiciens punk, notamment Johnny Rotten des Sex Pistols, qui porte un T-shirt Pink Floyd sur lequel les mots « I hate » (« je déteste ») sont rajoutés à l'encre. Rotten a cependant déclaré qu'il avait simplement fait cela pour rire, étant lui-même fan de plusieurs groupes de rock progressif de l'époque, dont Magma et Van der Graaf Generator. Le batteur Nick Mason déclare plus tard qu'il s'était réjoui de l'« insurrection punk rock » et qu'il la considère comme un retour bienvenu de Pink Floyd sur la scène underground. En 1977, il a même produit le deuxième album de The Damned, un groupe de punk rock, aux studios Britannia Row.

### Musique
L'album commence et se termine par une moitié de Pigs on the Wing, une chanson d'amour à la guitare acoustique qui offre une lueur d'espoir malgré la colère exprimée dans les trois autres chansons de l'album. Décrites par l'auteur Andy Mabbett comme proposant « un contraste saisissant par rapport au matériel lourd qui se trouve entre elles », les deux moitiés de la chanson sont fortement influencées par la relation de Waters avec sa femme de l'époque,. Les paroles des deux parties se répondent, tandis que les deux dernières lignes de la première partie permettent une transition vers Dogs jugée réussie par l'auteur Jean-Michel Oullion : « Et n'importe quel imbécile sait qu'un chien a besoin d'un logis, d'un abri pour se protéger des cochons volants »,.
Dans son livre Comfortably Numb, publié en 2008, l'auteur Mark Blake (en) affirme que Dogs contient une des meilleures compositions de David Gilmour ; bien que le guitariste ne soit chanteur que sur un titre de l'album, son interprétation est jugée « explosive ». La chanson contient également des contributions notables de Wright, qui font écho aux sons de synthétiseur utilisés sur le précédent album du groupe, Wish You Were Here. Les paroles, écrites par Waters, critiquent vivement ceux qui sont prêts à tout pour réussir, en particulier ceux qui trahissent sans scrupules, et font état d'une certaine « loi du plus fort » chez ces « chiens » sans âme qui ne laissent pas leurs émotions parler.
Pigs (Three Different Ones) est semblable à Have a Cigar, avec des guitares blues et des lignes de basse élaborées. La chanson comprend des échos inversés, c'est-à-dire des échos placés sur une bande préenregistrée passée à l'envers. Les paroles, encore signées par Waters, décrivent les aspects sombres de la vie quotidienne, la routine et les diverses pressions qu'il ressent. Waters y mentionne trois types de cochons en trois couplets, tous trois représentant métaphoriquement des classes sociales ou des personnalités britanniques. Les premiers critiqués sont les hommes d'affaires, puis il s'attaque à une « vieille peau » qui « aime la sensation du métal », soit une femme sans aucune humanité. La description très spécifique laisse penser que c'est Margaret Thatcher qui est visée, notamment pour son surnom « la Dame de fer » donné en raison de ses idéaux anticommunistes. La personne visée par le troisième cochon est directement mentionnée : il s'agit de Mary Whitehouse, présidente de la National Viewers' and Listeners' Association, qui est notamment décrite comme une « souris de ville, fière de sa maison »,.
Sheep débute avec une introduction de Wright au piano électrique sans accompagnement, pour laquelle il n'a pas reçu de crédit d'écriture, avant d'être rejoint à la batterie par Mason,. Le titre contient des paroles à l'humour cynique, style que Waters adore, qui décrivent l'aveuglement de ceux qui se laissent dominer et tente d'inciter ces « masses laborieuses » à se réveiller, à « sortir de la route pour vivre mieux »,. Plus tard, les paroles s'inspirent du psaume 23, et complètent le traditionnel « le Seigneur est mon berger » avec des mots comme « il me fait tenir sur des crochets dans les hauts lieux et me convertit en côtelettes d'agneau ». Vers la fin du chant, les moutons se révoltent et tuent les chiens avant de rentrer chez eux. Lors d'une interview avec Karl Dallas (en), Roger Waters a expliqué que, selon lui, « il était évident qu'une révolte n'allait pas tarder à se produire à nouveau en Angleterre, comme cela s'était déjà produit à Brixton et Toxteth. Ça arrivera encore, ça arrivera toujours » avant de conclure : « nous sommes obsédés par des choses — des biens —, nous sommes persuadés qu'il est important de les posséder, que nous ne pouvons rien faire sans eux ».

### Pochette

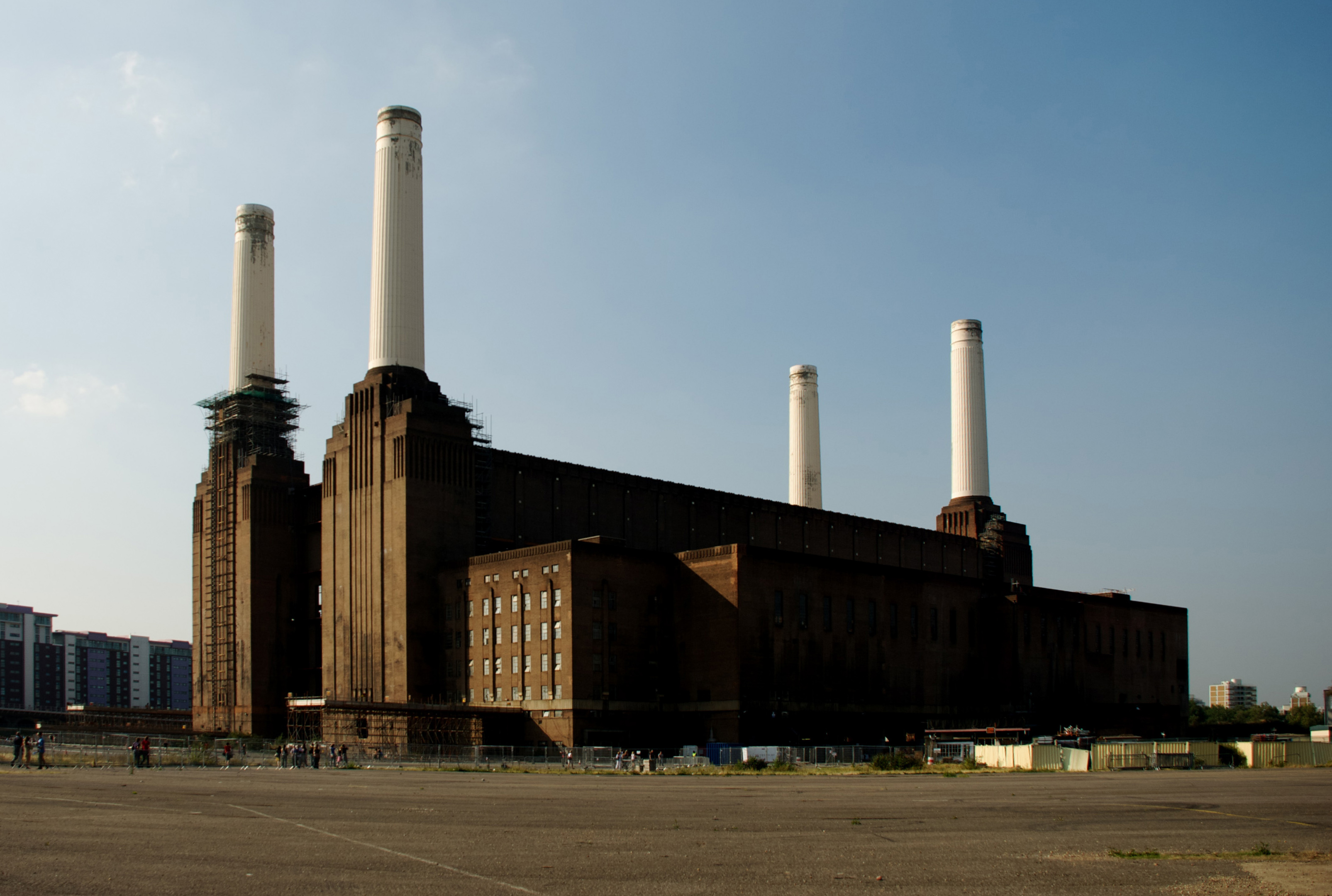
La Battersea Power Station à Londres.

La pochette est créée une fois l'album terminé. Hipgnosis, le collectif de graphisme responsable des précédentes couvertures d'album du groupe, propose trois idées. L'une d'entre elles consiste à montrer un petit enfant entrant dans la chambre de ses parents pour les trouver en train de faire l'amour, soit « copuler comme des animaux ». C'est finalement Roger Waters qui trouve le concept final. À cette époque, il vit près de Clapham Common et passe régulièrement devant la Battersea Power Station, une centrale électrique à charbon qui approche alors de la fin de sa vie utile. Le groupe choisit une vue du bâtiment et demande à la société allemande Ballon Fabrik, qui construisait auparavant des dirigeables Zeppelin, et à l'artiste australien Jeffrey Shaw de construire un ballon en forme de cochon de 12 mètres de long baptisé Algie,.

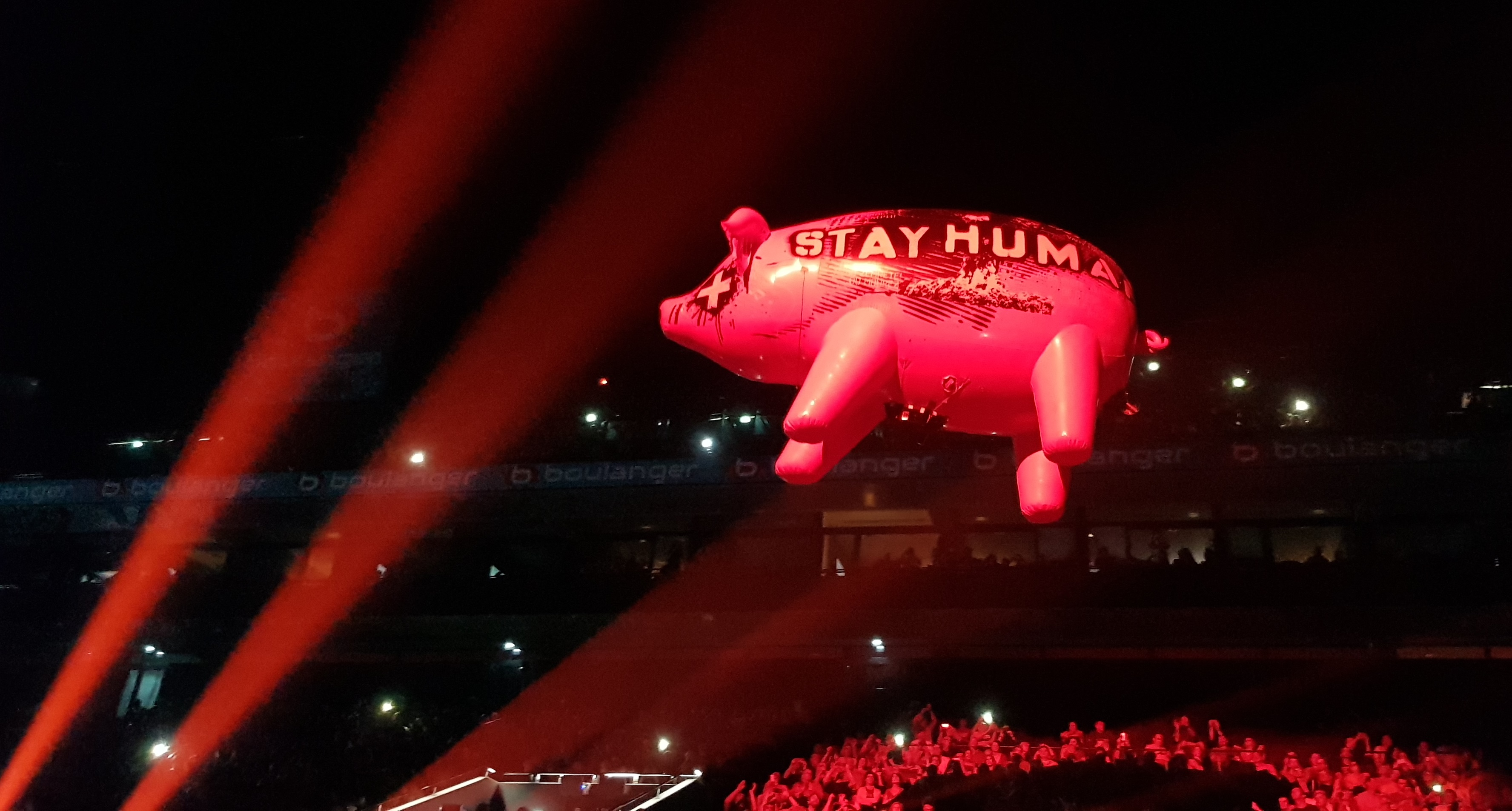
Le ballon gonflable en forme de cochon est utilisé par Roger Waters lors de ses tournées solo (ici lors d'un concert en juin 2018 à la Paris La Défense Arena).

Le ballon est gonflé à l'hélium et mis en place le 2 décembre 1976. Ce jour-là, onze photographes et une équipe de huit cinéastes, dont un en hélicoptère, se trouvent sur place pour immortaliser le cochon, en plus d'un tireur d'élite chargé d'abattre le ballon en cas de problème. Le mauvais temps retarde l'envol d'un jour et le manager du groupe Steve O'Rourke oublie de réserver un tireur d'élite pour le deuxième jour (selon Nick Mason, O'Rourke n'est pas responsable, le tireur d'élite étant simplement en retard ce jour là). Le ballon se détache de ses amarres et disparaît dans les nuages, puis survole l'aéroport de Londres-Heathrow, ce qui entraîne l'annulation de plusieurs vols ; certains pilotes déclarent également l'avoir aperçu alors qu'ils étaient en vol. Le ballon finit par atterrir dans le Kent et est récupéré par un fermier local, apparemment furieux du fait que le ballon ait effrayé ses vaches. Il est récupéré et de nouvelles photographies sont prises un troisième jour, mais c'est finalement un des clichés pris lors du repérage des lieux qui est préféré en raison du ciel contrasté ce jour-là, et Algie est simplement incrusté après coup,.
Plusieurs photographies prises pendant ces événements sont utilisées comme matériel promotionnel pour la tournée In The Flesh et pour le livret de l'album remasterisé, et quelques extraits du film réalisé en même temps ne sont utilisés que bien plus tard lors des tournées solo de Roger Waters, en toile de fond. Waters utilise la symbolique des cochons pour exprimer ses opinions politiques lors de plusieurs tournées solo, dont The Dark Side of the Moon Live (en), The Wall Live et le Us + Them Tour (en). En 2013, il affiche son désaccord avec l'occupation par Israël de territoires palestiniens en affichant une étoile de David sur un de ces cochons gonflables, ce qui provoque une polémique,. Il signifie également son mépris envers Donald Trump en affichant son visage sur un cochon gonflable, au côté des mots « porc ignorant, menteur, raciste et sexiste », le mois précédant l'élection présidentielle américaine de 2016. Dans la même veine, il exprime le rejet de plusieurs autres personnalités politiques dont Theresa May, Marine Le Pen et Recep Tayyip Erdoğan en affichant leurs portraits sur l'écran géant de son concert, en alternance avec des citations comme « Les porcs gouvernent le monde » ou « Fuck the pigs », alors qu'un cochon portant la mention « Restez humain » vole autour de la salle.

## Fiche technique

### Titres
Toutes les chansons sont composées et chantées par Roger Waters, à l'exception de Dogs, composée et chantée par David Gilmour et Roger Waters.
| 1. | Pigs on the Wing 1 | 1:25  |
| 2. | Dogs               | 17:04 |

| 3. | Pigs (Three Different Ones) | 11:22 |
| 4. | Sheep                       | 10:24 |
| 5. | Pigs on the Wing 2          | 1:26  |

### Musiciens

#### Pink Floyd
- Richard Wright : orgue Hammond, piano électrique, piano, clavinet, Minimoog, synthétiseur ARP String Ensemble, synthétiseur EMS VCS 3, chœurs sur Dogs
- David Gilmour : guitare solo, guitare acoustique et rythmique sur Dogs, basse sur Pigs (Three Different Ones) et Sheep, talkbox sur Pigs (Three Different Ones), chant
- Roger Waters : guitare acoustique sur Pigs on the Wing, guitare rythmique sur Pigs (Three Different Ones) et Sheep, basse sur Dogs, effets sonores, vocoder, chant
- Nick Mason : batterie, percussions, effets sonores

#### Musicien additionnel
- Snowy White : guitare solo sur Pigs on the Wing (uniquement sur la version cartouche)

### Équipe de production
- Pink Floyd : production
- Brian Humphries : ingénieur du son
- Roger Waters : idée de pochette
- Storm Thorgerson : conception de la pochette
- Aubrey Powell : conception de la pochette, photographie
- Nick Mason : graphismes
- Peter Christopherson, Howard Bartrop, Nic Tucker, Bob Ellis, Rob Brimson, Colin Jones : photographie
- E. R. G. Amsterdam : conception du cochon gonflable

## Classements et certifications
| Pays                          | Durée du classement | Meilleure position | Date            |
| ----------------------------- | ------------------- | ------------------ | --------------- |
| Allemagne (Media Contol AG)   | 33 semaines         | 1er                | 15 avril 1977   |
| Australie (ARIA Charts)       | 13 semaines         | 3e                 | 7 mars 1977     |
| Autriche (Ö3 Austria Top 40)  | 32 semaines         | 2e                 | 15 avril 1977   |
| Canada (RPM)                  | 24 semaines         | 12e                | 26 mars 1977    |
| États-Unis (Billboard 200)    | 32 semaines         | 3e                 | 5 mars 1977     |
| France (Album Top 100)        | 51 semaines         | 1er                | 11 février 1977 |
| Italie (FIMI)                 | -                   | 1er                | 1977            |
| Norvège (VG-lista)            | 22 semaines         | 2e                 | 14 mars 1977    |
| Nouvelle-Zélande (RMNZ)       | 19 semaines         | 1er                | 27 mars 1977    |
| Pays-Bas (Mega Album Top 100) | 14 semaines         | 1er                | 19 février 1977 |
| Royaume-Uni (UK Albums Chart) | 39 semaines         | 2e                 | 19 février 1977 |
| Suède (Sverigetopplistan)     | 12 semaines         | 3e                 | 25 février 1977 |

| Pays                               | Durée du classement | Meilleure position | Date              |
| ---------------------------------- | ------------------- | ------------------ | ----------------- |
| Belgique (W) (Ultratop)            | 11 semaines         | 11e                | 24 septembre 2022 |
| Belgique (V) (Ultratop)            | 8 semaines          | 13e                | 24 septembre 2022 |
| Danemark (Tracklisten)             | 1 semaine           | 20e                | 23 septembre 2022 |
| Espagne (Promusicae)               | 6 semaines          | 16e                | 25 septembre 2022 |
| Finlande (Suomen virallinen lista) | 1 semaine           | 22e                | 19 septembre 2022 |
| Italie (FIMI)                      | 24 semaines         | 4e                 | 22 septembre 2022 |
| Portugal (AFP)                     | 7 semaines          | 1er                | 10 octobre 2022   |
| Royaume-Uni (Rock & Metal Albums)  | 76 semaines         | 1er                | 23 septembre 2022 |
| Suisse (Schweizer Hitparade)       | 8 semaines          | 5e                 | 25 septembre 2022 |

Certifications
| Pays        | Certification | Ventes      | Date             |
| ----------- | ------------- | ----------- | ---------------- |
| Allemagne   | Platine       | 500 000 +   | 1990             |
| Autriche    | Or            | 25 000 +    | 23 décembre 1994 |
| Canada      | 2 × Platine   | 200 000 +   | 1er octobre 1979 |
| États-Unis  | 4 × Platine   | 4 000 000 + | 31 janvier 1995  |
| France      | Platine       | 400 000 +   | 1980             |
| Italie      | Platine       | 50 000 +    | 2020             |
| Royaume-Uni | Or            | 100 000 +   | 21 avril 1977    |